# Pablo Sánchez Alberto
Pablo Sánchez Alberto (Cádiz, España, 24 de enero de 1983), conocido como Pablo Sánchez es un futbolista español ya retirado. Jugaba como centrocampista mediapunta, extremo o delantero. Actualmente es entrenador nacional. Trabaja para  el Área de fútbol internacional del Cádiz C.F.

## Trayectoria
Inició su andadura en el fútbol en las categorías inferiores del Cádiz CF, club representativo de su ciudad natal. En 2004 se incorpora a la cadena filial del Sevilla CF. 
Tras una cesión en la U. D. Las Palmas, abandona el club sevillano para pasar por Recreativo de Huelva y de nuevo por el Cádiz CF. El 24 de julio de 2013 se hace oficial su traspaso al Club Deportivo Lugo.
En julio de 2016, el extremo se compromete por una temporada con la UE Llagostera. En las dos temporadas anteriores jugó en el Adelaide United australiano.
En agosto de 2020, se anuncia que será el segundo entrenador del Xerez Deportivo FC en la Tercera División española.

## Clubes como jugador
| Club                        | País      | Año       |
| --------------------------- | --------- | --------- |
| Cádiz CF                    | España    | 2003-2004 |
| Sevilla Atlético Club       | España    | 2004-2008 |
| U. D. Las Palmas            | España    | 2008-2009 |
| Recreativo de Huelva        | España    | 2009-2012 |
| Cádiz CF                    | España    | 2012-2013 |
| C. D Lugo                   | España    | 2013-2014 |
| Adelaide United             | Australia | 2014-2016 |
| Unió Esportiva Llagostera   | España    | 2016-2018 |
| San Fernando Club Deportivo | España    | 2018-2019 |

## Palmarés

### Campeonatos nacionales
| Título   | Club            | País      | Año  |
| -------- | --------------- | --------- | ---- |
| A-League | Adelaide United | Australia | 2016 |